# Geron canus
Geron canus är en tvåvingeart som beskrevs av Philippi 1865. Geron canus ingår i släktet Geron och familjen svävflugor. Inga underarter finns listade i Catalogue of Life.